# János Kóbor

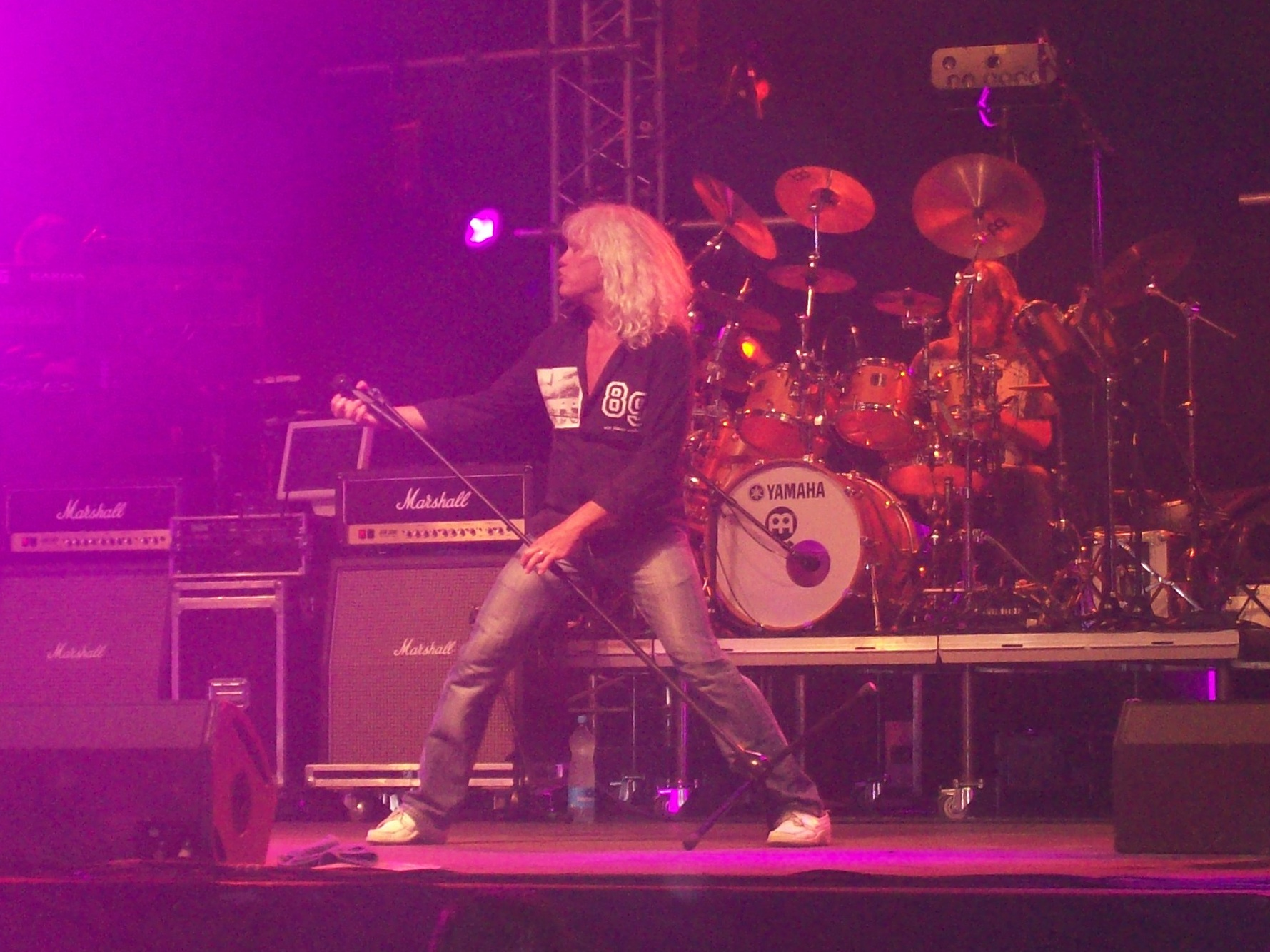
János Kóbor
(2010)

János Kóbor (v maďarštině Kóbor János [kóbor jánoš], 17. května 1943 Budapešť – 6. prosince 2021 Budapešť) byl maďarský hudebník a zpěvák, známý především jako člen rockové skupiny Omega. Byl též přezdíván Mecky.

## Vzdělání
János Kóbor získal akademický titul v oboru architektury na budapešťské Technické a ekonomické univerzitě, ale v této oblasti nikdy nepracoval.

## Hudební dráha
První hudební skupinu založil se spolužáky z gymnázia, kde se sešel mimo jiné s pozdějším spoluhráčem z Omegy, bubeníkem Józsefem Lauxem. Jeho další hudební dráha byla od roku 1962 spojena téměř výhradně se skupinou Omega. Podílel se na všech jejích albech jako hlavní zpěvák. Výjimku v tomto směru tvoří anglicky zpívané album Omega The Red Star From Hungary z roku 1968, neboť se nepodařilo vyřídit Kóborovo vycestování do Anglie, kde se album natáčelo (na albu je však přesto uveden). Na dalším anglicky zpívaném albu Transcendent z roku 1996 se sice zúčastnil, ne však jako hlavní zpěvák.
Kromě zpěvu byl spoluautorem některých písní skupiny, pracoval pro ni i jako producent. Jedinou jeho aktivitou mimo skupinu byla v roce 2009 účast na koncertech skupiny Scorpions v Budapešti a v Košicích.

## Soukromý život
Byl dvakrát ženatý. Z prvního manželství měl syna Daniela (* 1976), z druhého dceru Lenu (* 2007). Kóbor se těšil po celý život dobrému zdraví a nikdy vážně neonemocněl. To ho vedlo k přesvědčení, že má silnou imunitu a nenechal se proti nemoci covid-19 očkovat. Avšak v listopadu 2021 se nakazil a po krátkém pobytu v nemocnici 6. prosince na covid-19 zemřel.

## Záliby
Věnoval se atletice, sportu však kvůli zranění zanechal. Mezi jeho záliby patřil jachting.